# Scott H. Biram
Scott H. Biram (Texas, 4 de abril de 1974) es un productor y músico estadounidense de blues, rock, country, metal y folk y uno de los "one man band" (hombre orquesta) más destacados del panorama actual en Estados Unidos. Por ello, también es conocido como The Dirty Old One Man Band (El Depravado Viejo Orquesta). Biram ha aparecido en espectáculos televisivos estadounidenses como el show de Jay Leno de la NBC y actuado en locales prestigiosos y legendarios como el Lincoln Center for the Performing Arts y el CBGB de Nueva York, el Hollywood Palladium de Los Ángeles y El Fillmore de San Francisco. Su música ha aparecido en varias series y películas estadounidenses. The Dirty Old One Man Band ha estado constantemente de gira por Estados Unidos, Canadá y Europa desde 1998. Biram comparte su fecha de nacimiento con la leyenda del blues Muddy Waters. 

## Infancia y juventud
Biram nació en Lockhart, en el estado de Texas, y creció en Prairie Lea y San Marcos, en el mismo estado.
En 1997 se licenció en Bellas Artes en la Texas State University, universidad conocida en aquella época como la Southwest Texas State University.

## Carrera
Antes de convertirse en hombre orquesta, Biram formó parte de un grupo de punk llamado The Thangs y de dos grupos de bluegrass (Scott Biram & the Salt Peter Boys y Bluegrass Drive-By).
Biram publicó cinco álbumes en su propia discográfica, KnuckleSandwich Records. Los primeros fueron This is Kingsbury?, editado en el año 2000 y Preachin' & Hollerin', en 2002. En febrero de 2003 lanzó su tercer álbum, Lo-fi Mojo, grabado en vivo en la radio en Austin, Texas. 
El 25 de marzo de 2003, Biram iba en un vehículo que chocó frontalmente contra un camión. Por suerte, sobrevivió al accidente y fue trasladado al Brook Army Medical Center de San Antonio de Texas. En la colisión se rompió un fémur, una rodilla, un pie y un brazo y el impacto le ocasionó varias heridas internas. En el hospital hubo que colocarle tornillos y placas de metal para las fracturas además de extirparle una parte del intestino. En abril de 2003, mientras se encontraba en rehabilitación, editó el Rehabilitation Blues E.P. La grabación tuvo lugar en la casa de sus padres, cuando Biram todavía se encontraba postrado en la cama. Un mes más tarde, dio un concierto en el Austin's Continental Club en silla de ruedas y con un catéter insertado en el brazo. 
En 2004 publicó The Dirty Old One Man Band. Este álbum fue posteriormente reeditado con algunos cambios en 2005, cuando Biram firmó un contrato con la discográfica Bloodshot Records de Chicago. Tras firmar, Biram lanzó Graveyard Shift (2006), y Something's Wrong/Lost Forever (2009). Este último álbum alcanzó la quinta posición en el Billboard Blues Chart. Su cuarto álbum en la discográfica Bloodshot Records, Bad Ingredients, fue publicado el 11 de octubre de 2011, quedando en el puesto 35 del iTunes Rock Chart el mismo día de su lanzamiento. Una semana después del lanzamiento de Bad Ingredients, Biram apareció en la portada de The Austin Chronicle, una revista semanal publicada en el estado de Texas. Biram recibió el premio al mejor álbum de blues en el Independent Music Awards de 2012. 
El 29 de noviembre de 2013 lanzó, con motivo del Black Friday y el Record Store Day, el sencillo "When I Die". Se trataba de un gospel en edición limitada en vinilo de 7". En la cara B, se encontraba "John The Revelator", una canción para la que Biram contó con la participación de Jesse Vain. También estuvo disponible la versión descargable. 
Su siguiente álbum de estudio con Bloodshot Records, Nothin' But Blood, fue publicado el 4 de febrero de 2014 en edición limitada, tanto en vinilo rojo como en disco compacto. Sus álbumes Dirty Old One Man Band y Graveyard Shift fueron reeditados en vinilo de colores en 2015. 
El 24 de febrero de 2017, Bloodshot lanzó otro álbum de estudio, The Bad Testament, en edición limitada en disco compacto, vinilo naranja y vinilo negro de 180 gramos. The Bad Testament debutó en tercera posición en los Billboard Blues Charts, solamente dos puestos por debajo del álbum Blue & Lonesome de The Rolling Stones.
Desde 1999, Biram ha visitado los Estados Unidos, Canadá, y Europa, actuando aproximadamente 200 veces al año. Entre 2005 y 2017,  ha visitado Europa 21 veces, incluyendo Francia, Bélgica, Países Bajos, Suiza, Alemania, Austria, Italia, España, Eslovenia, Croacia, Serbia, Hungría, Irlanda, Escocia, Gales, Inglaterra, Dinamarca, Noruega, Suecia, y Finlandia. Ha visitado y/o ha compartido escenario con bandas como Reverend Horton Heat, Willie Nelson, Shooter Jennings, Ryan Bingham, G. Love & Special Sauce, Roky Erickson, Billy Joe Shaver, Dale Watson, Jon Spencer Blues Explosion, Dwarves, No Means No, Unknown Hinson, Nashville Pussy, y Hank Williams III.  Biram también ha compartido cartel con leyendas del blues como Pine Top Perkins, David "Honeyboy" Edwards, T-Model Ford, y Cedell Davis, y ha sido telonero de bandas de rock como Clutch, Social Distorsion, The Misfits, Weedeater, The Sword, Flogging Molly y Pentagram. Ha aparecido en grandes festivales de música como South By Southweast, Austin City Limits, Fun Fun Fun Fest, Ink & Iron, Hellfest y Sweden Rock Festival, con nombres como Judas Priest, Motley Crüe, Def Leppard, Slash, Toto, The Darkness, Dokken, Robert Plant, Foo Fighters, Black Keys, John Fogerty, The Black Crowes, Snoop Dogg, King Diamond, Jello Biafra, Sonics, y Dinosaur Jr. En 2004, el legendario actor y músico Harry Dean Stanton, estaba presente en la actuación de Scott H. Biram durante un concierto privado en el Club Deville de Austin. Ambos hicieron un dueto para la canción de Kris Kristofferson "Help Me Make It Through The Night" y otro para la canción tradicional de bluegrass "Good Ol' Mountain Dew".
A pesar de que Biram no dé información acerca de qué o quién lo impulsó a convertirse en "one-man band", excepto cuando habla de "pagar las facturas" y "ahorrarse los líos típicos de los grupos," sí ha mencionado que está orgulloso de haber compartido escenario con otros hombres orquesta como el ya fallecido Hasil Adkins o sus amigos Bob Log III, Legendary Tiger Man y su compatriota texano Homer Henderson.
Aunque se lo conozca principalmente como hombre orquesta, otros músicos han participado y aparecido en varios trabajos de Biram. Los músicos texanos The Weary Boys colaboraron en los álbumes Preachin' and Hollerin' y The Dirty Old One Man Band, concretamente en las canciones "Truckdriver," "Sweet Thing," y "Ocean of Diamonds". Ethan Shawe, miembro de la banda texana Chili Cold Blood, tocó la guitarra acústica en la canción "18 Wheeler Fever" de Graveyard Shift, álbum editado en 2006. John Wesley Myers y Van Campbell, de los Black Diamond Heavies, aparecieron en dos canciones del álbum Something's Wrong/Lost Forever: "I Feel So Good" y "Hard Time". Walter Daniels, conocido principalmente por su trabajo con la armónica, participó en los solos de saxofón de la canción "I Want My Mojo Back", incluida en el álbum de 2011 Bad Ingredients. Matthew Puryear, percusionista del grupo texano Chili Cold Blood colaboró en varias de las canciones de Bad Ingredients.
Cuando se habla de los fanes de Scott H. Biram, con frecuencia se hace alusión a "The First Church of The Ultimate Fanaticism" ("La Primera Iglesia del Fanatismo Definitivo").  Este título está inspirado en una iglesia extremista fanática de la ciudad de Fentress, en Texas, cerca de donde creció Biram. Bromeando, su padre se refirió a ella como "The First Church of The Ultimate Fanaticism" debido a su reputación de pinchar discos de rock al revés y quemarlos. La última canción de su álbum Graveyard Shift, titulada "Church Babies", se refiere a esa iglesia extremista y fue escrita en los años 90, cuando Biram era el cantante del grupo de punk The Thangs. A pesar de que algunas de sus canciones contienen letras sarcásticas contra la religión, Biram también ha escrito, grabado e interpretado canciones de gospel. En muchas entrevistas ha dicho sentirse fascinado por las contradicciones espirituales de las personas y "la condición humana".
Scott H. Biram es popularmente conocido por sus canciones de camioneros como "TruckDriver",  "Reefer Load",  "18 Wheeler Fever", "Hit The Road", "Open Road", y "Draggin' Down The Line," entre otras. Otro de sus temas recurrentes en sus canciones son las gallinas, aunque el propio Biram ha aclarado que no siempre tienen que ver con las aves, sino con amantes, ex-amantes y "mujeres fáciles" en general. 
Los seguidores más fieles de Scott H. Biram lo identifican por su forma de vestir casual y rural. Biram suele llevar gorras y zapatillas de deporte con velcro en el escenario. También es conocido por su bigote distintivo de camorrista y "Fu Manchú".
Las canciones de Scott H. Biram han sido utilizadas en muchas películas y programas de televisión. La canción "Blood, Sweat & Murder" del álbum The Dirty Old One Man Band, aparece en la banda sonora de la película de 2016 Hell or High Water (titulada Sin nada que perder en Hispanoamérica y Comanchería en España), así como en el videojuego de 2018 Far Cry 5 de Ubisoft Montreal. Las canciones "Lost Case Of Being Found", "Still Drunk, Still Crazy, Still Blue" y "No way" pueden escucharse en la cuarta temporada de la serie Sons Of Anarchy. La canción "Wreck My Car" aparece en la película The Darwin Awards. 
La música de Scott H. Biram también se ha dado a conocer en documentales (Seven Signs: Music, Myth & The American South, One Trip Some Noise, Running Heavy y The Tuesday Nighter) y en películas protagonizadas por el propio Biram, como la alemana The Folk Singer: A Tale of Men, Music & America, del director MA Littler. También aparece en la película My Blue Star, una biografía sobre el fallecido músico Hasil Adkins.

## Estilo
El estilo musical de Biram cubre un espectro amplio. "Me crie escuchando a Doc Watson, Leadbelly y Lightnin' Hopkins y en la universidad descubrí a músicos menos conocidos como Lil' Son Jackson y a Mance Lipscomb." Biram mezcla música de raíces con una actitud punk. "Me siento bastante orgulloso de ser capaz de mostrar mis emociones libremente sin tener que contenerme lo más mínimo". "Hoy en día hay demasiada gente que canta con esas vocecillas tímidas, como si les asustara cantar a grito pelado."

## Influencia y colaboraciones
La banda de hard rock Nashville Pussy hizo una versión de su canción "Raisin Hell Again" en su álbum de 2005 Get Some! Hank Williams III hizo una versión de "Truckdriver". Biram también aparece como vocalista invitado en la canción "The White Thrash Song" del álbum The Other Life de Shooter Jennings.

## Discografía
- 2000: This is Kingsbury? (KnuckleSandwich Records)
- 2002: Preachin' & Hollerin' (KnuckleSandwich Records)
- 2003: Lo:Fi Mojo (KnuckleSandwich Records)
- 2004: The Dirty Old One Man Band (KnuckleSandwich Records)
- 2005: The Dirty Old One Man Band (Bloodshot Records)
- 2006: Graveyard Shift (Bloodshot Records)
- 2009: Something's Wrong / Lost Forever (Bloodshot Records)
- 2011: Bad Ingredients (Bloodshot Records)
- 2014: Nothin' But Blood (Bloodshot Records)
- 2017: The Bad Testament (Bloodshot Records)

EP
- 2003: Rehabilitation Blues E.P. (KnuckleSandwich Records)
- 2017: "Hit The River E.P." (Bloodshot Records) (incluido como bonus track en el CD del álbum The Bad Testament)

Singles
- 2011: Hang Your Head & Cry (Bloodshot Records)
- 2013: When I Die (Bloodshot Records)

## Premios
- 2012: Independent Music Awards– Mejor álbum de blues: Bad Ingredients[9]
- 2015: The Ameripolitan Awards– (candidato) Mejor músico "outlaw" masculino
- 2016: The Ameripolitan Awards– (candidato) Mejor músico "outlaw" masculino
- 2017: The Ameripolitan Awards - (candidato) Mejor músico "outlaw" masculino